# ميلتون كروز
ميلتون كروز (Milton Cruz) (1 أغسطس 1957 في كيوباتو في البرازيل – )؛ هو لاعب كرة قدم سابق كان يلعب كمهاجم.

## وصلات خارجية
- ميلتون كروز على موقع الاتحاد الدولي (مؤرشف)  (الإنجليزية)
- ميلتون كروز على موقع رابطة كرة القدم اليابانية للمحترفين (اليابانية)
- ميلتون كروز على موقع قاعدة بيانات كرة القدم.إي يو (الإنجليزية)
- ميلتون كروز على موقع Soccerway.com (الإنجليزية)
- ميلتون كروز على موقع عالم كرة القدم.نت (الإنجليزية)
- ميلتون كروز على موقع أوليمبيديا (الإنجليزية)
- ميلتون كروز على موقع اللجنة الأولمبية البرازيلية (البرتغالية)